# Gojirasaurus
Gojirasaurus (ještěr - Gojira = Gojira je japonský název filmového monstra Godzilly) byl rod malého dravého dinosaura (teropoda), žijícího na konci období triasu, v době před asi 210 až 201 miliony lety, na území dnešního Nového Mexika. Typový druh Gojirasaurus quayi byl formálně popsán roku 1997 americkým paleontologem Kennethem Carpenterem.

## Popis
Jednalo se o štíhle stavěného a agilního predátora, pravděpodobně se podobajícího známějšímu a podstatně menšímu rodu Coelophysis. Gojirasaurus měřil na délku přibližně 5,5 až 6 metrů a vážil zhruba 150 nebo 190 kilogramů. Dříve byl tento taxon nazýván také rodovým jménem Revueltoraptor. Mezi jeho příbuzné patřily pravděpodobně rody Liliensternus a Halticosaurus.

## Objev

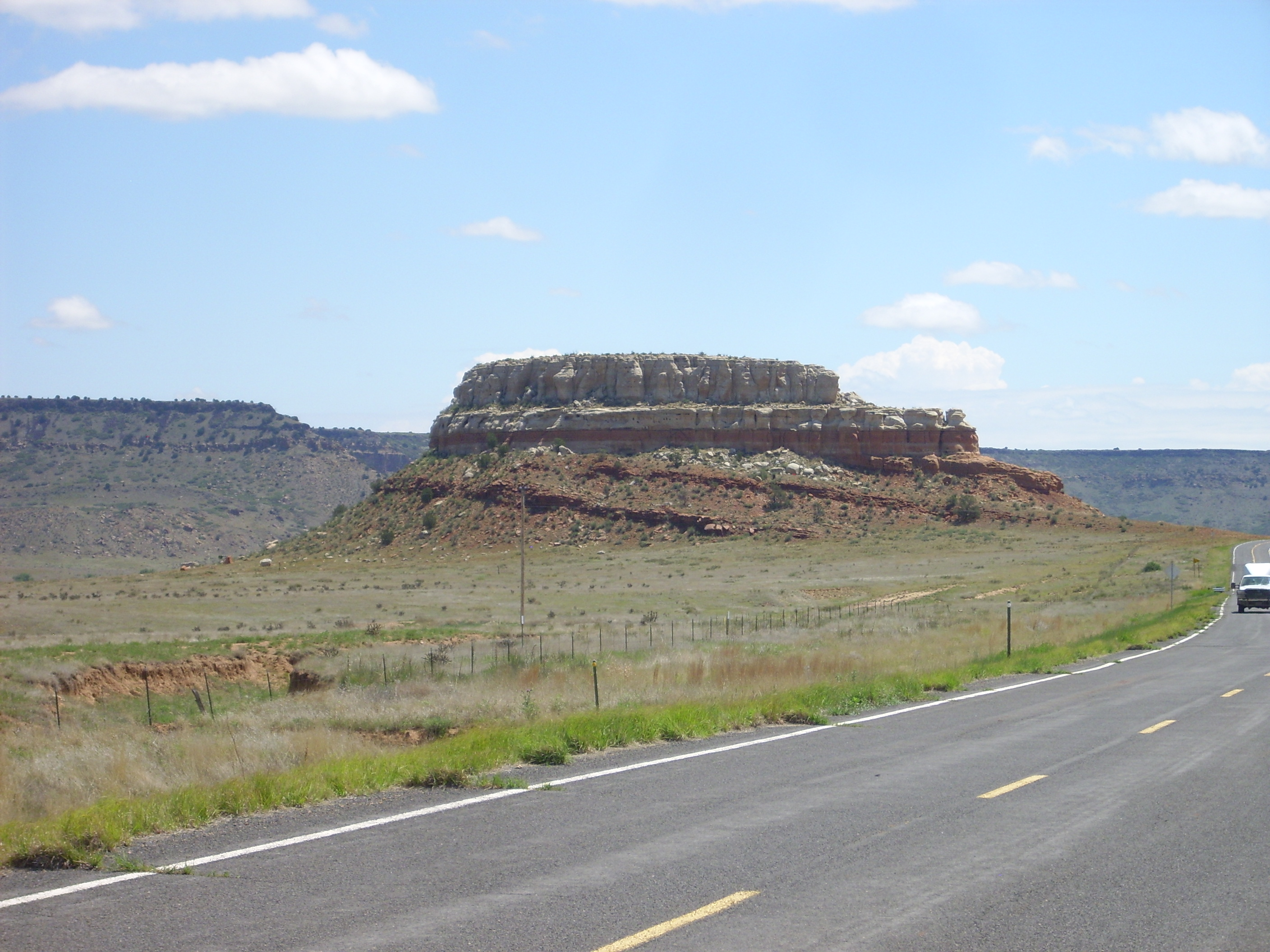
Výchozy geologické skupiny Dockum, ve které byly objeveny také fosilie rodu Gojirasaurus.

Fosilie tohoto dinosaura byly objeveny roku 1981 v sedimentech geologického souvrství Cooper Canyon (skupina Dockum) na území Quay County v Novém Mexiku. Zkoumány začaly být od roku 1994, teprve od roku 2007 už však máme o tomto teropodovi poněkud lepší představu. Známe pouze neúplnou kostru tohoto tvora, která se skládá z žeber, části páteře, lopatkového pletence, části pánve, zadních končetin a zubů. Kostra navíc náleží nedospělému jedinci, a tak o velikosti dospělců nemáme jasnou představu. Na poměry vývojově primitivního (raného) teropodního masožravce byl poměrně veliký.